# Franz Weinhart
Franz Weinhart (auch Franz Weinhard; * 1617 in Innsbruck; † 27. Juni 1686) war Weihbischof in Regensburg.
Er war der Sohn des Arztes Paul Weinhart und dessen Ehefrau Anna Burgkhlehner, sein älterer Bruder war der Jurist und Hofbeamte Ignaz Weinhart. Im Elternhaus herrschte eine stark religiöse Atmosphäre.
Die Priesterweihe für die Diözese Brixen empfing Franz Weinhart 1648. Am 26. Februar 1663 wurde er zum Titularbischof von Lydda und zum Weihbischof in Regensburg ernannt. Die Bischofsweihe spendete ihm am 8. April 1663 der Erzbischof von Salzburg, Guidobald von Thun. Während der Amtszeit des Regensburger Bischofs Adam Lorenz von Toerring-Stein 1663–1666 lag die Verantwortung für die Verwaltung und Seelsorge des Bistums bei Weihbischof Franz Weinhart.